# Mitternachtsgespräche

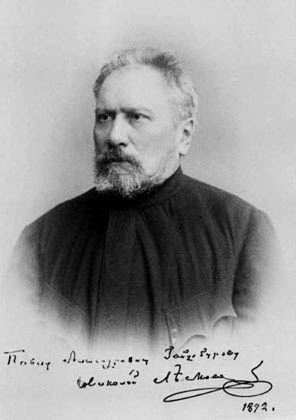
Nikolai Leskow im Jahr 1872

Mitternachtsgespräche (russisch Полунощники, Polunoschtschniki) ist eine Erzählung des russischen Schriftstellers Nikolai Leskow, die im Herbst 1890 vollendet wurde und 1891 in der November- sowie Dezemberausgabe des Westnik Jewropy in Sankt Petersburg erschien. Andere Zeitschriften, zum Beispiel der Russkaja Mysl, hatten die Publikation dieser Satire auf den russischen Klerus abgelehnt.

## Drei Frauen

### Ajitschka
Der Ich-Erzähler geht nach der Überfahrt an Land und übernachtet mit anderen Wartenden in einem Hotel. Er hofft – ebenso wie die Wartenden – auf eine Audienz beim Seher. Vielleicht kann der Seher, dieser Heilige, seine Trübsal und seelische Beklemmung lindern. Er findet keinen Schlaf, und durch die dünnen Hotelzimmerwände wird er Ohrenzeuge zweier Dialogsequenzen seiner Zimmernachbarn. Das ältere Ehepaar rechterhand schläft nach seinem knappen Gespräch offenbar bald ein. Die beiden Damen linkerhand aber tauschen sich weitschweifig aus. Dem Gespräch kann entnommen werden, die Ältere, eine gewisse Marja Martynowna, lotst die Jüngere – Raissa Ignatjewna, genannt Ajitschka – zum Heiler. Ajitschka würde ihren Reichtum dem Seher spenden, wenn er es doch einrichten könnte, dass ihre Gebete erhört werden würden. Ihr Liebster solle sie doch endlich zur Frau nehmen. Ajitschka will in den Hafen der Ehe, will im Gegensatz zum Liebsten Kinder. Wie das ausgeht, erfährt der Leser nicht. Denn der Ich-Erzähler hat genug gehört: Der Seher – vermutlich ein Scharlatan – lässt sich seine fragwürdige seherische Potenz mit Barem recht ordentlich vergüten. Der Ich-Erzähler legt das Geld für die Übernachtung auf den Tisch und macht sich davon.

### Klawdija
Oben wurde fast nicht mehr als der erzählerische Textrahmen skizziert. Leskows eigentliches Erzählanliegen, die wahre Religiosität betreffend, ist in der Figur der Klawdija Rodionowna hinterlegt.
Die Witwe Marja Martynowna, bei Ajitschka als Gesellschafterin angestellt, ist in der Erzählung das Luder. Das abgefeimte Weibsbild, eine garstige Verleumderin, würde für Ajitschka im Bedarfsfall sogar einen Auftragsmord begehen.
Aus dem Hause des vortrefflichen Fabrikanten Stepenew war die Intrigantin Marja Martynowna, bevor sie sich Ajitschka verdingte, entlassen worden. Margarita Michailowna, die Herrin des Hauses Stepenew, hatte Marja Martynowna mit einer überaus heiklen Mission beauftragt. Margarita Michailownas Tochter Klawdija hatte sich mit dem falschen Mann verlobt. Der Seher sollte der Tochter die Ehe mit diesem Manne ausreden. Die Klatschbase Marja Martynowna sollte die Audienz zuwege bringen. Sie hatte das geschafft. Allerdings hatte der Seher in seinem insistierenden Gespräch den Kürzeren gezogen. Klawdijas Christentum – gestützt auf die Lehren Tolstois – war der Wundertäter nicht gewachsen gewesen.

### Marja
Da der Ich-Erzähler – dieser Horcher an der Wand – nichts sieht, sondern die Gespräche nur hört, flicht der Humorist Leskow in die wörtliche Rede Marja Martynownas Verballhornungen ein. Durch den simplen Trick wird die Sprecher-Unterscheidung zwischen der halbgebildeten Marja und ihrer Dialogpartnerin, der gebildeten Ajitschka, erleichtert.

## Rezeption
- 1892: Die zeitgenössische russische Literaturkritik bescheinigte dem Autor einerseits künstlerische Begabung und lobte die tiefe innere Wahrheit des Textes, lehnte jedoch andererseits oben erwähnte Sprachverbiegungen Marjas einhellig als überzogen, ja sogar als den Leser krank machend, ab.[6]
- 1959: Setschkareff[7] schreibt, Leskow habe den der russischen Regierung nahestehenden Propheten und Wundertäter Johannes von Kronstadt gehasst, durfte seinen Namen aber mit Rücksicht auf die russische Zensur nicht nennen.
- 1973: Reißner[8] äußert sich zu Leskows Entgegnung zum Manierismus-Vorwurf seiner Sprache seitens der zeitgenössischen Literaturkritikerschar.

### Deutschsprachige Ausgaben
Verwendete Ausgabe:
- Mitternachtsgespräche. Deutsch von Georg Schwarz. S. 34–153 in Eberhard Reißner (Hrsg.): Nikolai Leskow: Gesammelte Werke in Einzelbänden. Das Tal der Tränen. 587 Seiten. Rütten & Loening, Berlin 1973 (1. Aufl.)

### Sekundärliteratur
- Vsevolod Setschkareff: N. S. Leskov. Sein Leben und sein Werk. 170 Seiten. Verlag Otto Harrassowitz, Wiesbaden 1959